# Старая Алешковка (Лоевский район)
Старая Алешковка (бел. Старая Алешкаўка) — деревня в Ручаёвском сельсовете Лоевского района Гомельской области Беларуси.

## География

### Расположение
В 22 км на юго-запад от Лоева, 82 км от железнодорожной станции Речица (на линии Гомель — Калинковичи), 106 км от Гомеля.

## Транспортная сеть
Транспортные связи по просёлочной, затем автомобильной дороге Брагин — Лоев. Застройка деревянная, усадебного типа.

## История
По письменным источникам известна с начала XIX века как деревня Алешковка в Ручаёвской волости Речицкого уезда Минской губернии. Во 2-й половине XIX века переселенцы из этой деревни основали хутор, который быстро рос и превратился в деревню Новая Алешковка, а деревня Алешковка стала называться Старая Алешковка. В 1931 году жители вступили в колхоз. Во время Великой Отечественной войны оккупанты в 1943 году сожгли 107 дворов и убили 89 жителей. Согласно переписи 1959 года в составе колхоза «Коммунист» (центр — деревня Димамерки).

## Население

### Численность
- 1999 год — 1 хозяйство, 4 жителя.

### Динамика
- 1959 год — 80 жителей (согласно переписи).
- 1999 год — 1 хозяйство, 4 жителя.